# Emesis angulariformis
Emesis angulariformis är en fjärilsart som beskrevs av Embrik Strand 1916. Emesis angulariformis ingår i släktet Emesis och familjen Riodinidae. Inga underarter finns listade i Catalogue of Life.